# Отрываясь
«Отрыва́ясь» — шестой студийный альбом рок-группы «Машина времени», изданный в 1997 году компанией Sintez Records. Переиздан в 2007 году.
Выход альбома был оценён критиками как прорыв в творчестве группы. Значительная часть песен стала хитами, главные из которых — «Он был старше её», «Он играет на похоронах и танцах» и «Однажды мир прогнётся под нас». Последняя с конца 1990-х неизменно входит во все концертные программы группы. В 1998 году «Отрываясь» стал вторым по продажам среди российских альбомов на компакт-дисках.

## История
Запись альбома относится к достаточно «плодотворному» периоду истории группы, когда промежуток времени между датами выхода студийных альбомов не превышал двух лет. Так, в 1996 году были изданы «Картонные крылья любви», и уже летом 1997 года группа начала работу над новым альбомом.
Для записи в помещениях студии «Полифон» была выстроена специальная сцена. Сам подход к записи не отличался от того, с которым был записан предыдущий альбом, а именно — к моменту начала работы звук отдельных песен был частично «отработан» на концертах. Для каждой песни музыканты играли по несколько дублей. Использование компьютерных технологий было минимальным и в основном затрагивало партии клавишных.
Александр Кутиков о работе над альбомом:
"Записано практически старинным способом, когда становятся все вместе и все вместе играют, одновременно пишутся дубли, выбирается лучший и так далее. В общем, как в старые добрые времена писались «битлы».
«… На Отрываясь было очень много компьютерной редакции клавишных инструментов. Это меня очень сильно утомляло, утомляло нашего компьютерного инженера. Но тем не менее получилось хорошо».
Позже в различных интервью музыканты заявляли, что не имеют претензий к звуку Отрываясь, который сохранён в альбоме таким же, как и на живом концерте.
Андрей Макаревич о результатах работы:
«Впервые нам удалось записать альбом практически живьем, без всяких студийных компьютерных хитростей. Абсолютно все писалось сразу, одним звуком. Поэтому он получился с хорошим драйвом. Мы довольны во всяком случае».
Первоначально выход альбома планировался в июле 1997 года. Однако в итоге на аудиокассетах альбом вышел в начале, на компакт-дисках — к концу ноября. Презентация новой программы состоялась 30 ноября 1997 года в ДК Горбунова, 24 января 1998 года — в клубе «Пилот».

## Название альбома
В интервью различным изданиям А. Макаревич достаточно единообразно комментировал смысл, который был вложен авторами в заглавие альбома:
- «… Отрываясь от того, что уже сделал, прожил, что уже не твоё»[8];
- «… От того, что уже произошло, от настоящего, которое становится прошлым. Этот альбом — способ сбросить лишний груз. Написал песню, и вроде, голова опять свободна»[9].

Тем не менее и критики, и сами музыканты, имея в виду данный альбом, употребляли слово «отрываясь» также и в значении «веселясь, отдыхая от повседневности».

## Оформление обложки
В соответствии со смысловой нагрузкой заглавия альбома на его обложке изображён перетёршийся канат. Отвечая на вопрос зрителей в эфире программы «Антропология», А. Макаревич отметил, что «Машина времени» «висит» как раз на этом канате, а не «на таком тоненьком волоске».
Фотограф Юрий Желудев не смог найти для съёмки фотогеничный образец каната в России и приобрёл его в Нидерландах в специализированном магазине по продаже корабельных канатов.

## Список композиций
Слова и музыка всех песен — А. Макаревич, кроме отмеченных.
| №   | Название                          | Автор(ы)                                             | Длительность |
| --- | --------------------------------- | ---------------------------------------------------- | ------------ |
| 1.  | «На заднем дворе»                 | А. Макаревич, А. Кутиков, Е. Маргулис — А. Макаревич | 2:43         |
| 2.  | «Старая дорога»                   |                                                      | 3:53         |
| 3.  | «Он был старше её»                |                                                      | 3:37         |
| 4.  | «Он играет на похоронах и танцах» | А. Кутиков — А. Макаревич                            | 4:00         |
| 5.  | «Однажды мир прогнётся под нас»   |                                                      | 3:14         |
| 6.  | «По дороге в Непал»               | Е. Маргулис, А. Макаревич — А. Макаревич             | 4:53         |
| 7.  | «Проводница»                      | Е. Маргулис — А. Макаревич                           | 2:58         |
| 8.  | «Фрейлекс»                        | П. Подгородецкий                                     | 3:04         |
| 9.  | «Такие дела, ангел мой»           |                                                      | 2:23         |
| 10. | «Старая песня о главном»          | П. Подгородецкий — А. Макаревич                      | 4:10         |
| 11. | «Я рядом с тобой»                 | Е. Маргулис — А. Макаревич                           | 1:37         |

## Видеоклипы
- Он играет на похоронах и танцах. Режиссёром клипа выступил сам А. Макаревич.

Александр Кутиков о съемках клипа:
«Стоимость клипа „Он играет на похоронах и танцах“ была, по-моему, — со всеми вообще работами, включая монтаж, все — 480 долларов. Это придумал Андрей. Я придумал систему записи, для нас придумал, хотя она, естественно, была использована много раз раньше. А Макар говорит: „А давай, мы снимем, как мы как бы все это записываем“. Снималась не эта песня, снималось просто действо. И вот под эту песню Макар подложил это действо».
- Он был старше её. Режиссёром клипа также выступил А. Макаревич. Оператор — Сергей Козлов. По свидетельству Макаревича, песня «получилась за 30 минут. Все сыграли почти так, как я предложил, и она покатила»[14]. Отвечая на вопрос зрителей в эфире программы «Антропология», Макаревич отметил, что эта песня «по музыкальной фактуре и <…> по стихам <…> в понятие шлягера не очень вписывается»[11].
- Однажды мир прогнётся под нас. Снят режиссёром Григорием Константинопольским по собственной инициативе.

Андрей Макаревич в интервью радиостанции «Август»:
«[Константинопольский] позвонил и сказал, что эта — вот так — мне песня понравилась! Не хотите клип на неё снять? И несмотря на то, что пластинка уже вышла, вот, мы его сняли».
В клипе использованы материалы видеосъемки выступления «Машины времени» на фестивале «Весенние ритмы-80» в Тбилиси весной 1980 года.

## Критика и достижения
Критики и журналисты оценили альбом положительно, отметив его художественные достоинства, качество звука и «хитовость» самих композиций.
Андрей Бурлака в статье "Бремя «Машины» (FUZZ. 1999. дек.):
«Настоящим прорывом стал <…> альбом „Отрываясь“: он убедительно доказал, что „Машина времени“ способна не только выжать слезу умиления у сорокалетнего предпринимателя, который студентом штурмовал клубы в Пушкине или Петергофе и с энтузиазмом размахивал зажигалкой в „Юбилейном“ тремя годами позже, и претендует на гораздо большее, нежели одна хорошая песня в год. Они сделали настоящий Альбом, подтвердив, во-первых, что их рано списывать в ретро-обойму, а во-вторых, что они до сих пор остаются единой творческой единицей. Успех „Отрываясь“, который сразу пробился на радио и в телеэфир, где остается и поныне, был определён не статусом группы, а именно его художественными достоинствами. Отказавшись от традиционного для нашего рока единоначалия, Макаревич дал слово всем участникам группы и не ошибся».
Рецензия в газете «Молодость Сибири»:
"Новый альбом «Отрываясь» — совсем не о том, что отрываются «картонные крылья любви». Наоборот, крылья окрепли и «отросли» в атмосфере новых продюсерских проектов и обстановке изменившейся музыки. Но, судя по высказываниям профессионалов, «Отрываясь» — вещь суперкачественная и, главное, как всегда у «Машины времени», это самое время даже опережающая. Старый конь борозды не испортит, а тем паче старая и добрая «Машина».
Михаил Марголис в книге «Затяжной поворот: История группы „Машина времени“»:
…Группа снабдила свою пластинку «Отрываясь», по сей день цитируемым на всякий лад, хитом «Однажды мир прогнется под нас». Через полтора года, после появления этой песни, «машинистам» в Кремле вручили государственные ордена".
С 1997 года песня «Однажды мир прогнётся под нас» неизменно входит в сет-лист концертных программ «Машины времени».
 Эта песня — единственная из всех записанных группой в 1990-е годы — включена в перечень «100 лучших песен русского рока в XX веке», по версии радиостанции «Наше радио», под номером 71 (остальные песни «Машины времени», включённые в этот перечень, записаны в 1970—1980-е годы).
В период 1998—1999 годов фрагменты клипа на эту песню использовались в качестве основной заставки телеканала ТВ-6. На последних аккордах в нижней части экрана появлялся логотип телеканала.
Имеются свидетельства об использовании текста песни в педагогических целях.
В 1997 году за песню «Он был старше её» группа объявлена лауреатом премии «Золотой граммофон».

## Участники записи
«Машина времени»:
- Андрей Макаревич — вокал, соло и ритм-гитары, ситар (1), домбра (6), шаманский бубен (6), перкуссия (11);
- Александр Кутиков — вокал, бас-гитара;
- Евгений Маргулис — вокал, ритм-гитара, бас (6), соло-гитара (5);
- Пётр Подгородецкий — вокал, клавишные, тамбурин (3, 7);
- Валерий Ефремов — ударные, перкуссия (3).

Приглашенные музыканты:
- Александр Антонов — скрипка (6, 8);
- Марк Гарбер — диатоническое пение (6);
- Михаил Клягин — гитара (2, 4).

## Интересные факты
- В отдельных композициях альбома прослеживается еврейская тематика. Так, в тексте «Старой песни о главном» две предпоследних строки припева «Тихо (Сладко) ты спишь, чёрный малыш
В добрых еврейских руках»

рифмуются со строками «Сладко ты спишь, чёрный малыш
В длинных (крепких) советских руках».
- Термином «Фрейлекс» («Фрейлехс») обозначают коллективный еврейский танец, который обычно танцуют на свадьбах[19]. Автор одноимённой песни П. Подгородецкий пояснял, что эта песня на самом деле «без названия» и озаглавлена "просто «Фрейлекс»[20].

В тексте употребляются слова на еврейских языках:
— в строке «Скажите да, и таки да, и всем лехаим!» («Лехаим» с иврита дословно — «За жизнь!» — традиционный еврейский тост. В контексте песни речь идёт о тосте на свадьбе.);
— в строке «Так пиво ж есть — налей скорей, азохенвей» («Азохенвей» с идиша дословно — "Когда [хочется сказать] «ох!» и «вей!» — междометие, выражающее сочувствие, тревогу, панику или недовольство. Аналогом в русском языке можно считать фразу «Какой кошмар!»).
- Песня «Он играет на похоронах и танцах» посвящена еврейскому музыканту.

Александр Кутиков о музыке песни:
«Я очень люблю Бабеля, я очень люблю евреев. Не то, что они для меня как бы лучше, чем все остальные, нет. Я люблю хороших людей. Но так складывалась жизнь, что среди хороших людей, с которыми я сталкивался в жизни, было очень много евреев. И когда я придумывал эту тему, я абсолютно точно знал, что эта тема — посвящение еврейскому музыканту. И Андрей [Макаревич] меня спрашивает: „Ну про что эта тема?“ Когда я ему просто показал, я говорю: „Андрюш, я не знаю. Но эта тема посвящена еврейским музыкантам“. И он понял, что это Бабель. Ну так. Я её очень люблю».
- На специализированных форумах периодически высказывается точка зрения о том, что песня «Он был старше её» написана под впечатлением от повести болгарского писателя П. Вежинова «Барьер»[23]. Тем не менее, сам А. Макаревич данное предположение опроверг[24].

## Выходные данные
- Запись — студия «Полифон», 1997 г.;
- Продюсер альбома: А. Кутиков;
- Звукорежиссёры: С. Оганесян, А. Бармаков;
- Микширование: А. Кутиков;
- Мастеринг: А. Бармаков, А. Кутиков;
- Фото: Ю. Желудев;
- Дизайн: А. Гусев.